# West Ham United FC (női csapat)
A West Ham United FC női labdarúgó szakosztálya 1991-ben alakult London, Havering kerületében, Romfordban. Anglia első osztályú bajnokságának, a Women's Super League-nek tagja.

## Klubtörténet

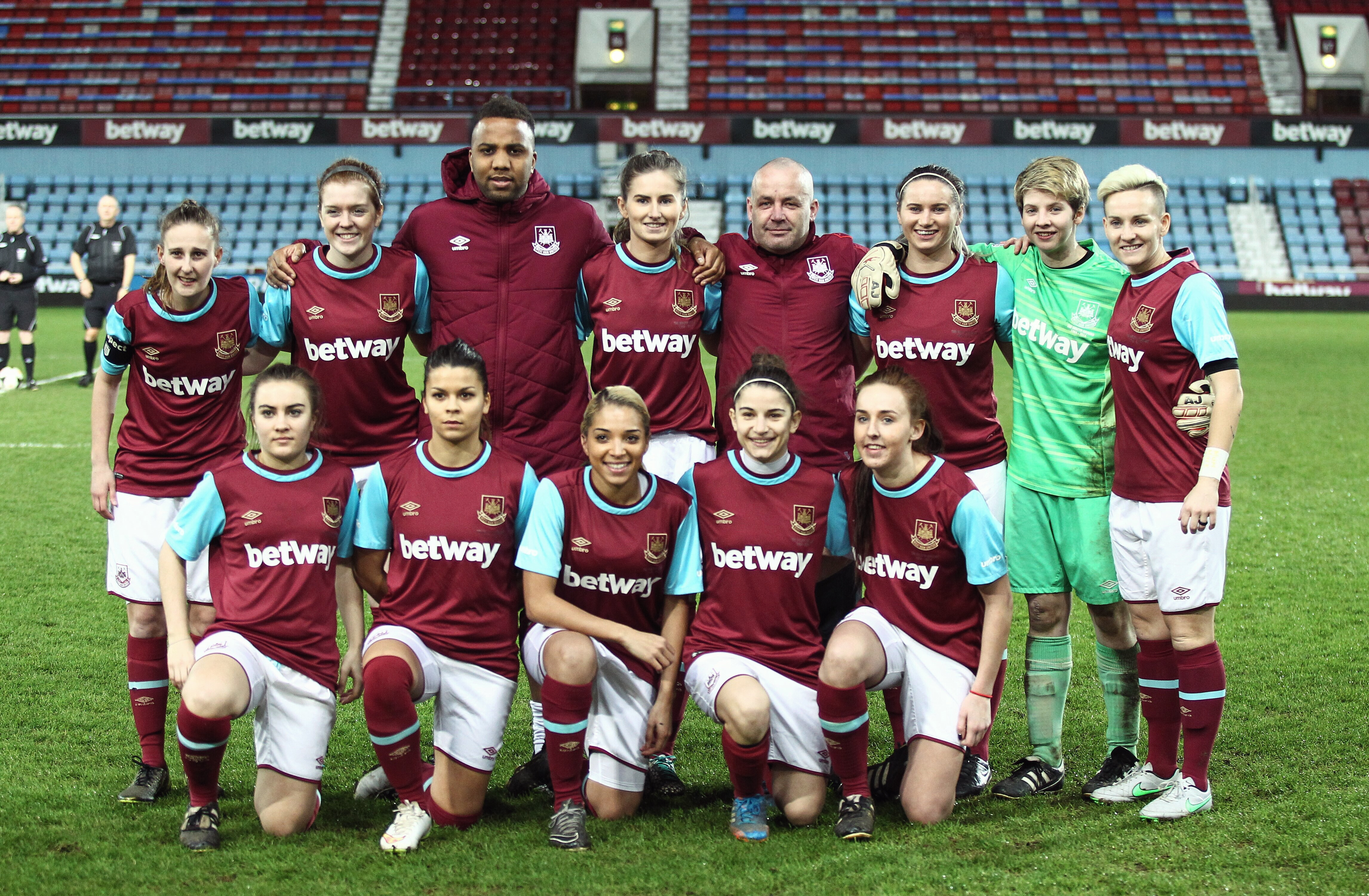
Kezdő felállás egy FAWPL mérkőzésen a Tottenham ellen 2016-ban.
Felső sor, balról: Katie Bottom, Hannah Wheeler, Gemma Abela, Rosie Missen, Beth Griffiths, Karen Ray.
Alsó sor, balról: Olivia Sammons, Cindy Ferreira, Whitney Locke, Erika Campesi, Daniella Ritson.

West Ham United Ladies néven az 1970-es évek elején néhány mérkőzés erejéig szerepelt egy női csapat, de az akkoriban éledező angol női futball színterén nem tudtak maradandót alkotni. 1991-ben a klub megalapította női szakágát ugyancsak Ladies néven és a regionális ligákból indulva vált ismertté az együttes.
Az 1996/97-es szezonban neveztek első alkalommal az FA-kupába és ugyanebben az évben Claire Lacey révén mutatkozott be első válogatott játékosuk az angol nemzeti tizenegyben.
A 2000-es években erős hangsúlyt helyeztek az utánpótlásra és az essexi korosztályos ligában fejlesztették fiataljaikat, akik néhány éven belül megnyerték a FA Girls Youth Cup-ot és a Southern Region U16-os versenysorozatát.
Miután Jack Sullivant kinevezték a női szakág ügyvezető igazgatójának, egy sikeres pályázatot követően csatlakoztak a FA Women's Super League-be, ahol Matt Beard irányításával az előkelő 7. helyen végeztek a 2018–19-es idényben.

## Sikerlista
- Angol kupadöntős (1): 2018–19

## Játékoskeret
2024. szeptember 17-től
| #  |     | Poszt | Név                                                  |
| -- | --- | ----- | ---------------------------------------------------- |
| 1  | POL | K     | Kinga Szemik                                         |
| 25 | IRL | K     | Megan Walsh                                          |
| 30 | IRL | K     | Katie O'Hanlon                                       |
| 2  | SCO | V     | Kirsty Smith                                         |
| 5  | BEL | V     | Amber Tysiak                                         |
| 14 | CAN | V     | Shelina Zadorsky (vice-captain)                      |
| 17 | CHI | V     | Camila Sáez                                          |
| 18 | ENG | V     | Anouk Denton                                         |
| 21 | ENG | V     | Shannon Cooke                                        |
| 26 | CHN | V     | Li Meng-fen (kölcsönben a Brighton & Hove Albiontól) |
| 42 | ENG | V     | Marnie Morrison                                      |
| 43 | ENG | V     | Daniella Way                                         |
| 4  | FIN | KP    | Oona Siren                                           |
| 7  | SWE | KP    | Marika Bergman-Lundin                                |

| #  |     | Poszt | Név                  |
| -- | --- | ----- | -------------------- |
| 10 | ISL | KP    | Dagný Brynjarsdóttir |
| 15 | USA | KP    | Kristie Mewis        |
| 16 | IRL | KP    | Jessica Ziu          |
| 22 | AUS | KP    | Katrina Gorry        |
| 33 | TUR | KP    | Halle Houssein       |
| 34 | ENG | KP    | Macey Nicholls       |
| 36 | ENG | KP    | Soraya Walsh         |
| 77 | SUI | KP    | Seraina Piubel       |
| 9  | JPN | CS    | Ueki Riko            |
| 11 | COL | CS    | Manuela Paví         |
| 12 | ENG | CS    | Emma Harries         |
| 20 | FRA | CS    | Viviane Asseyi       |
| 44 | ENG | CS    | Ruby Doe             |

### Kölcsönben
| #  |     | Poszt | Név                                                     |
| -- | --- | ----- | ------------------------------------------------------- |
| 30 | USA | K     | Katelin Talbert (kölcsönben a Tottenham Hotspurnél)     |
| 3  | FRA | V     | Inès Belloumou (kölcsönben a Lazio-nál)                 |
| 24 | IRL | V     | Jessie Stapleton (kölcsönben a Sunderlandnél)           |
| 41 | ENG | KP    | Keira Flannery (kölcsönben a Sunderlandnél)             |
| 19 | GER | CS    | Shekiera Martinez (kölcsönben a SC Freiburgnál)         |
| 35 | ENG | CS    | Princess Ademiluyi (kölcsönben a Charlton Athletic-nél) |

## Korábbi híres játékosok
| - Maisy Barker - Katie Bottom - Rachel Daly - Grace Fisk - Gilly Flaherty - Grace Garrad - Ruby Grant - Alex Hennessy - Lois Joel - Rosie Kmita - Kate Longhurst - Anne Moorhouse - Mayumi Pacheco - Lucy Parker - Claire Rafferty - Emily Ramsey - Olivia Smith - Abbey-Leigh Stringer - Claudia Walker - Hannah Wheeler | - Brooke Hendrix - Erin Simon - Zaneta Wyne - Mackenzie Arnold - Emily van Egmond - Jacynta Galabadaarachchi - Tameka Yallop - Kateřina Svitková - Emma Snerle - Hawa Cissoko - Kenza Dali - Esmee de Graaf - Tessel Middag - Lucienne Reichardt - Courtney Brosnan - Leanne Kiernan - Ruesha Littlejohn - Vyan Sampson - Rebecca Spencer - Hajasi Honoka | - Haszegava Jui - Simizu Risza - Adriana Leon - Cso Szojun - Wiktoria Kiszkis - Katharina Baunach - Julia Simic - Laura Vetterlein - Thea Kyvåg - Cecilie Kvamme - Amalie Thestrup - Erika Campesi - Lisa Evans - Jane Ross - Martha Thomas - Alisha Lehmann - Nor Mustafa - Filippa Wallén - Anna Leat - Ria Percival |